# Ridley (nome)
Ridley  è un nome proprio di persona inglese maschile.

## Origine e diffusione
Il prenome riprende l'omonimo cognome, che deriva da vari toponimi, formati dai termini anglosassoni hreod, che significa "canna", e leah, che significa "prato", "bosco", "radura". Questi toponimi si ritrovano in modo particolare nel nord dell'Inghilterra, specialmente nel Northumberland e nel Cheshire.
Non si tratta di un nome particolarmente diffuso. 

## Onomastico
Il nome è adespota e quindi l'onomastico viene festeggiato il 1º novembre, giorno dedicato alla festa di Ognissanti.

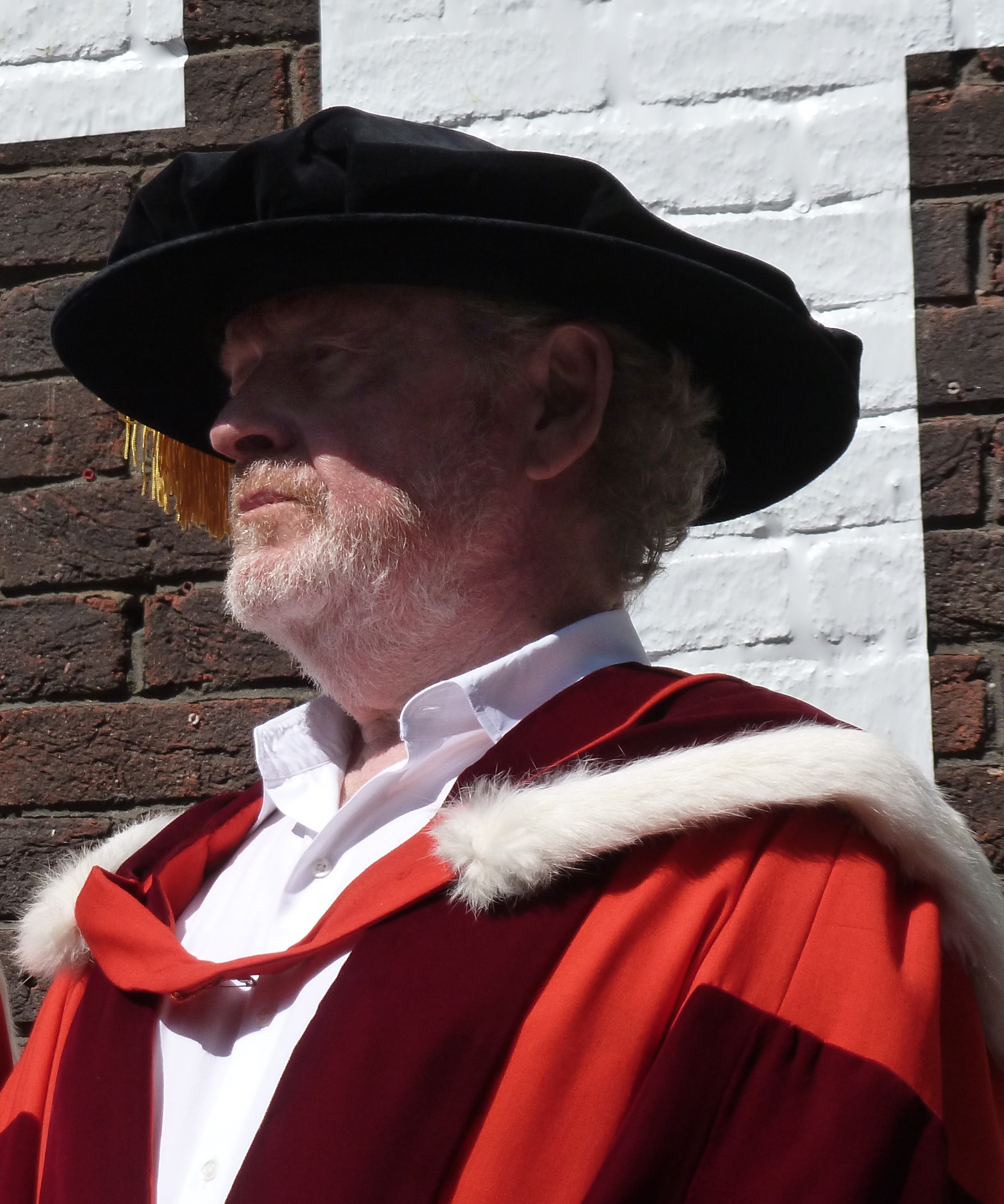
Ridley Scott

## Persone
- Ridley Scott, regista, produttore cinematografico e produttore televisivo britannico

## Il nome nelle arti
- Ridley è un personaggio della saga videoludica Metroid[6]